# Losing Uncle Tim
Losing Uncle Tim est un livre d'images pour enfants parlant du sida.

## Losing Uncle Tim
En 1989, MaryKate Jordan publie le livre d'images Losing Uncle Tim, sur un garçon dont l'oncle meurt du Syndrome d'immunodéficience acquise. Le roman est critiqué pour son réalisme, parfois jugé inapproprié pour des enfants,. À l'époque, il est considéré comme relevant de la bibliothérapie,. Le roman fait partie des premiers à présenter une personne porteuse du VIH comme une victime innocente. Il s'agit du premier livre d'images sur le sujet du sida.

## Prix et récompenses
En 1990, le roman remporte le premier prix Lambda Literary pour la littérature jeunesse et young adult LGBTQ, lors de la deuxième cérémonie du prix Lambda Literary.